# 한국인 재발견 시리즈
한국인 재발견 시리즈는 문화방송에서 1982년부터 1985년까지, 그리고 1991년에 방영된 드라마 시리즈이며, 자라나는 세대들에게 우리의 인물 한국사를 정립해서 자랑스러운 한국인의 모습을 보여주겠다는 기획 의도로 만들어졌다.

## 시리즈 목록
| 시즌  | 제목          | 인물          | 극본   | 연출   | 방송 기간                           | 방송 횟수 | 비고             |
| ----- | ------------- | ------------- | ------ | ------ | ----------------------------------- | --------- | ---------------- |
| 제1화 | 한            | 단재 신채호   | 김기팔 | 고석만 | 1982년 8월 14일 ~ 1982년 8월 15일   | 2부작     | 8.15 특집        |
| 제2화 | 광대가        | 동리 신재효   | 이은성 | 김종학 | 1983년 3월 23일 ~ 1983년 3월 25일   | 3부작     | 신춘 특집        |
| 제3화 | 다산 정약용   | 다산 정약용   | 임충   | 김종학 | 1983년 8월 22일 ~ 1983년 8월 24일   | 4부작     | 여름 특집        |
| 제4화 | 고산자 김정호 | 고산자 김정호 | 이은성 | 김종학 | 1983년 11월 28일 ~ 1983년 11월 29일 | 2부작     | 창사 22주년 특집 |
| 제5화 | 추사 김정희   | 추사 김정희   | 임충   | 최종수 | 1984년 4월 12일 ~ 1984년 4월 13일   | 2부작     |                  |
| 제6화 | 백선행        | 백선행        | 김기팔 | 고석만 | 1985년 3월 4일                      | 2부작     |                  |
| 제7화 | 양주골 김성태 | 김성태        | 김상렬 | 고석만 | 1985년 9월 22일                     | 1부작     |                  |
| 제8화 | 춘사 나운규   | 춘사 나운규   | 김광림 | 이은규 | 1991년 8월 14일 ~ 1991년 8월 15일   | 2부작     | 8.15 특집        |